# يو إس إيه نيتورك
شبكة الولايات المتحدة أو يو أس أي نيتورك (بالإنجليزية: USA Network) قناة تلفزيونية أمريكية تأسست في 22 سبتمبر، 1977، تمتلكها شركة إن بي سي العالمية الإعلامية التابعة لشركة كومكاست. تعتبر من أهم قنوات الكابل في الولايات المتحدة الأمريكية، تبث الشبكة مجموعة من البرامج الأصلية الحصرية وقد اشتركت القناة بإنتاج عدد من البرامج المشتركة في أمريكا.وتبث القناة أيضا مجموعة من الأفلام المتنوعة من مكتبة يونيفرسال ستوديوز.
اعتباراً من يوليو، 2015، 95,567 مليون أسرة في الولايات المتحدة (82.1% من الاسر التي تمتلك تلفاز) يتلقون بث قناة "USA Network".

## برامج القناة

### برامج حالية
- المستعمرة (2016)[3]
- السيد روبوت (2015)
- دبليو دبليو إي راو (1993)

### برامج سابقة
- سايك (2006-2014)
- الأربعة آلاف وأربعمائة (2004-2007)

## وصلات خارجية
- الموقع الرسمي